# Alexandra Jensen
Alexandra Jensen (* in Toronto, New South Wales) ist eine australische Schauspielerin. Für ihre Leistung in Talk to Me wurde sie 2024 für den AACTA Award als beste Nebendarstellerin nominiert.

## Leben
Alexandra Jensen wurde in Toronto bei Newcastle in New South Wales, geboren. Während der Grundschule nahm sie Schauspielunterricht, um Schüchternheit, Angstzustände und Sprachprobleme zu überwinden.
Jensen spielte 2015 in einer Amateurproduktion von Beauty and the Beast Jnr am Young Peoples Theatre in Newcastle die Rolle des Cogsworth. 2018 spielte sie die Rolle der Elia in Impending Everyone am SBW Stables Theatre in Kings Cross für das Australian Theatre for Young People. Nach dem Abschluss an der Hunter School of the Performing Arts begann sie ihre Schauspielkarriere vor der Kamera.
Jensen hatte ihre erste Hauptrolle im unabhängigen Spielfilm Beat (2022). Weitere wichtige Rollen hatte sie im Horrorfilm Talk to Me (2022). Sie spielte außerdem in den Fernsehserien Frayed (2019, 2021), Amazing Grace (2021), und The Messenger (2023). 2024 spielt sie Miss Miller im Horrorfilm The Moogai.

## Filmografie

### Film
- 2022: The Eagle Flyer – Amy Bird (Kurzfilm)
- 2022: Beat – Ellie
- 2022: Talk to Me – Jade
- 2024: The Moogai – Miss Miller

### Fernsehen
- 2019, 2021: Frayed – Abby Harris (12 Episoden)
- 2019: My Life Is Murder – Gemma Shaw (1 Episode)
- 2021: Amazing Grace – Sophia (8 Episoden)
- 2022: Joe vs. Carole – Chealsi (3 Episoden)
- 2023: The Messenger – Seltsame Botschaften – Audrey Singer (8 Episoden)